# Alfred Wiedersporn
Alfred „Fred” Wiedersporn (ur. 19 października 1931 w Schwalbach, zm. 8 stycznia 2016 w Völklingen) – niemiecki gimnastyk z Protektoratu Saary,  uczestnik LIO 1952.
Na igrzyskach startował w sześciu konkurencjach gimnastycznych: w ćwiczeniach wolnych (137. miejsce), w skoku przez konia (123. miejsce), w ćwiczeniach na poręczach (176. miejsce), w ćwiczeniach na drążku (143. miejsce), w ćwiczeniach na kółkach (176. miejsce) i na ćwiczeniach na koniu z łękami (121. miejsce). W łącznej klasyfikacji wielobojowej został sklasyfikowany na 156. miejscu, a drużynowo zajął 22. miejsce.